# Janne Landegren
Jan-Olof (Janne) Landegren, född 20 augusti 1951, död 31 mars 2020 i Hammarby distrikt, Upplands Väsby, var en svensk sångare.

## Biografi
Landegren spelade i gruppen Telstars. Efter att denna lades ner 1979, blev han basist och gitarrist samt sångare i Ingmar Nordströms. En av de mest kända låtar han sjöng där är "Gösta Gigolo". När den orkestern slutade 1991 fortsatte han tillsammans med några av dess medmusikanter i orkestern Nordströms under några år. Därefter spelade han tillsammans med Börge Lindgren och Simons. Landegren var också med då Ingmar Nordströms återförenades vid ett par tillfällen. År 1977 deltog han i den svenska Melodifestivalen med melodin "Trädets rot" som slutade på en sjätteplats. I maj 1979 medverkade han i SVT:s reportage om Dansbandsdöden. Landegren var gift med Kerstin Aulén. Han är begravd på Sollentuna kyrkogård.